# Hans Ledersteger
Hans Ledersteger (* 27. Februar 1898 in Wien; † 13. Oktober 1971 in Bad Ischl) war ein österreichischer Filmarchitekt mit langjähriger Karriere beim deutschen Unterhaltungskino.

## Leben und Wirken
Ledersteger hatte sich am 15. Mai 1916 freiwillig beim ‘Infanterieregiment 14’ in Linz gemeldet, besuchte im Anschluss (bis 1917) die Offiziersschule Jägersdorf und wurde unter anderem an der Isonzo-Front eingesetzt. Nach seiner Demobilisierung besuchte er die Wiener Akademie der Bildenden Künste, wo er zwei Semester Malerei und Kunstgeschichte studierte, und wechselte anschließend an die Technische Hochschule, um Architekturkurse zu belegen.
Während dieser Zeit hatte Hans Ledersteger bereits Kontakte zum Film geknüpft, wo er als Hilfsarchitekt eingesetzt wurde. Zeitweilig, zwischen 1920 und 1922, lieferte Ledersteger auch Entwürfe für Kunstglas. 1926 rückte er zum Chefarchitekten auf und entwarf zunächst die Dekorationen für zahlreiche niedrig budgetierte Lustspiele. Zum 1. Mai 1933 trat er der NSDAP bei (Mitgliedsnummer 3.065.753). Nach zwei Jahren Tätigkeit in den Niederlanden (1933–35) kehrte Ledersteger 1935 nach Österreich zurück, wo er nunmehr auch für höherwertige Filme herangezogen wurde, darunter die Hans-Moser-Klassiker Wiener G’schichten und Sieben Jahre Pech. Ab Beginn des Zweiten Weltkriegs war Ledersteger auch für reichsdeutsche Produktionen tätig, 1942 kehrte er für zwei (deutsche) Filme in Amsterdamer Studios zurück.
Bei Kriegsende war Ledersteger zunächst arbeitslos und versuchte sich mit allerlei Hilfsjobs und Nebentätigkeiten über Wasser zu halten. Zeitweilig (1947) arbeitete er unter dem Intendanten Rochus Gliese auch als Ausstatter am Landestheater Mark Brandenburg in Potsdam. Später übersiedelte Ledersteger nach München, wo er ab 1949 fast ausschließlich mit dem Kollegen Ernst Richter kooperierte. Hans Ledersteger zog sich 60-jährig krankheitsbedingt vom Kinofilm ins heimatliche Österreich zurück. Er heiratete Margarete Molnar aus Bad Ischl. 1962 wurde sein jüngster Sohn Alfred Ledersteger geboren. 1971 starb Hans Ledersteger im Krankenhaus Bad Ischl.
Seine Tochter Ursula Ledersteger machte als Barbara Valentin Karriere als Film- und Fernsehschauspielerin. Sein Sohn Florian Eickelberg war Innenarchitekt in Bayreuth. Sein Sohn Alfred Ledersteger lebt in Graz.

## Filmografie (Auswahl)
- 1926: Der Jüngling aus der Konfektion
- 1926: Der Balletterzherzog
- 1927: Der Mann ohne Beruf (Das grobe Hemd)
- 1927: Die Strecke
- 1927: Schwejk in Zivil
- 1928: Die beiden Seehunde
- 1928: Heiratsfieber
- 1928: Der Geliebte seiner Frau
- 1928: Modellhaus Crevette
- 1928: Dorine und der Zufall
- 1928: Befehl zur Ehe
- 1928: Der Scheidungsanwalt (Die Frau von gestern und morgen)
- 1928: Herzog Hansl (Erzherzog Johann)
- 1929: Die verschwundene Frau
- 1929: Der Mitternachtswalzer
- 1929: Die Dame auf der Banknote
- 1929: Der Dieb im Schlafcoupé
- 1929: Das Mädchenschiff
- 1929: Nachtlokal
- 1930: Das Wolgamädchen
- 1930: Der Fleck auf der Ehr’
- 1930: Eine Dirne ist ermordet worden
- 1931: Bünzlis Großstadterlebnisse
- 1931: Stürmisch die Nacht
- 1931: Das Schicksal einer schönen Frau (Madame Blaubart)
- 1931: Tänzerinnen für Süd-Amerika gesucht
- 1932: Der Prinz von Arkadien
- 1932: Johann Strauß, k. und k. Hofballmusikdirektor
- 1934: Die drei Matrosen (De Jantjes)
- 1934: Malle gevallen
- 1934: Die bleiche Bet (Bleeke bet)
- 1934: Op hoop van zegen
- 1935: De familie van mijn vrouw
- 1935: Der Murrkopf (De kribbebijter)
- 1935: Ein Walzer um den Stephansturm (Sylvia und ihr Chauffeur)
- 1935: Der Postillon von Lonjumeau
- 1936: Schatten der Vergangenheit
- 1936: Manja Valewska
- 1936: Das Frauenparadies
- 1937: Peter im Schnee
- 1937: Zauber der Bohème
- 1937: Liebling der Matrosen
- 1938: Die unruhigen Mädchen (Finale)
- 1938: Der Hampelmann
- 1939: Hotel Sacher
- 1939: Frau im Strom
- 1940: Das jüngste Gericht
- 1940: Donauschiffer
- 1940: Wiener G’schichten
- 1940: Meine Tochter tut das nicht
- 1940: Sieben Jahre Pech
- 1941: Liebe ist zollfrei
- 1941: Oh diese Männer
- 1941: Der Meineidbauer
- 1942: Stimme des Herzens
- 1943: Gefährtin meines Sommers
- 1943: Ein Mann für meine Frau
- 1944: Die Zaubergeige
- 1944/50: Mein Herz gehört Dir
- 1945: Das alte Lied
- 1949: Nichts als Zufälle
- 1949: Um eine Nasenlänge
- 1950: Furioso
- 1951: Das späte Mädchen
- 1951: In München steht ein Hofbräuhaus
- 1952: Bis wir uns wiederseh’n
- 1952: Wir tanzen auf dem Regenbogen
- 1952: Tausend rote Rosen blühn
- 1953: Liebeskrieg nach Noten
- 1953: Komm zurück
- 1953: Ave Maria
- 1955: Herr über Leben und Tod
- 1955: Die heilige Lüge
- 1955: Wenn der Vater mit dem Sohne
- 1956: Zärtliches Geheimnis (Ferien in Tirol)
- 1956: Wo der Wildbach rauscht
- 1957: Kleiner Mann – ganz groß
- 1957: Heiraten verboten
- 1957: Tante Wanda aus Uganda
- 1958: Nackt wie Gott sie schuf
- 1959: Hula-Hopp, Conny